# Polystachya thomensis
Espèce
Polystachya thomensis est une espèce de plantes à fleurs de la famille des Orchidaceae et du genre Polystachya. C'est une orchidée endémique de l'île de São Tomé, comme l'indique son épithète spécifique thomensis.